# جبا (قرية)
قرية جبا هي إحدى القرى الواقعة في محافظة القنيطرة السورية، تتبع ناحية خان أرنبة في  بجنوب غرب سوريا.وكانت تسمى الحرش الجواني لكثرة الأشجار الحرجية حولها وامتداد رقعتها كما جاء في الموسوعة العلمية الحلبية المقارنة لخير الدين الأسدي ج3 ص28 وهي أم القرى فمنها تفرع خمسة قرى هي (مسحرة - ممتنة - إم باطنة - الكوم - أيوبا)وشهرتها ترتبط بأحد أبنائها الأجلاء وهو الشيخ سعد الدين الجباوي صاحب الطريقة السعدية ومقامه في المسجد الذي رمم على يد سلاطين بني عثمان وأخرهم السلطان عبد الحميد الثاني وتقع القرية على هضبة قل نظيرها فهي تبدو متلألئة من جميع المناطق التي تحيط بها.

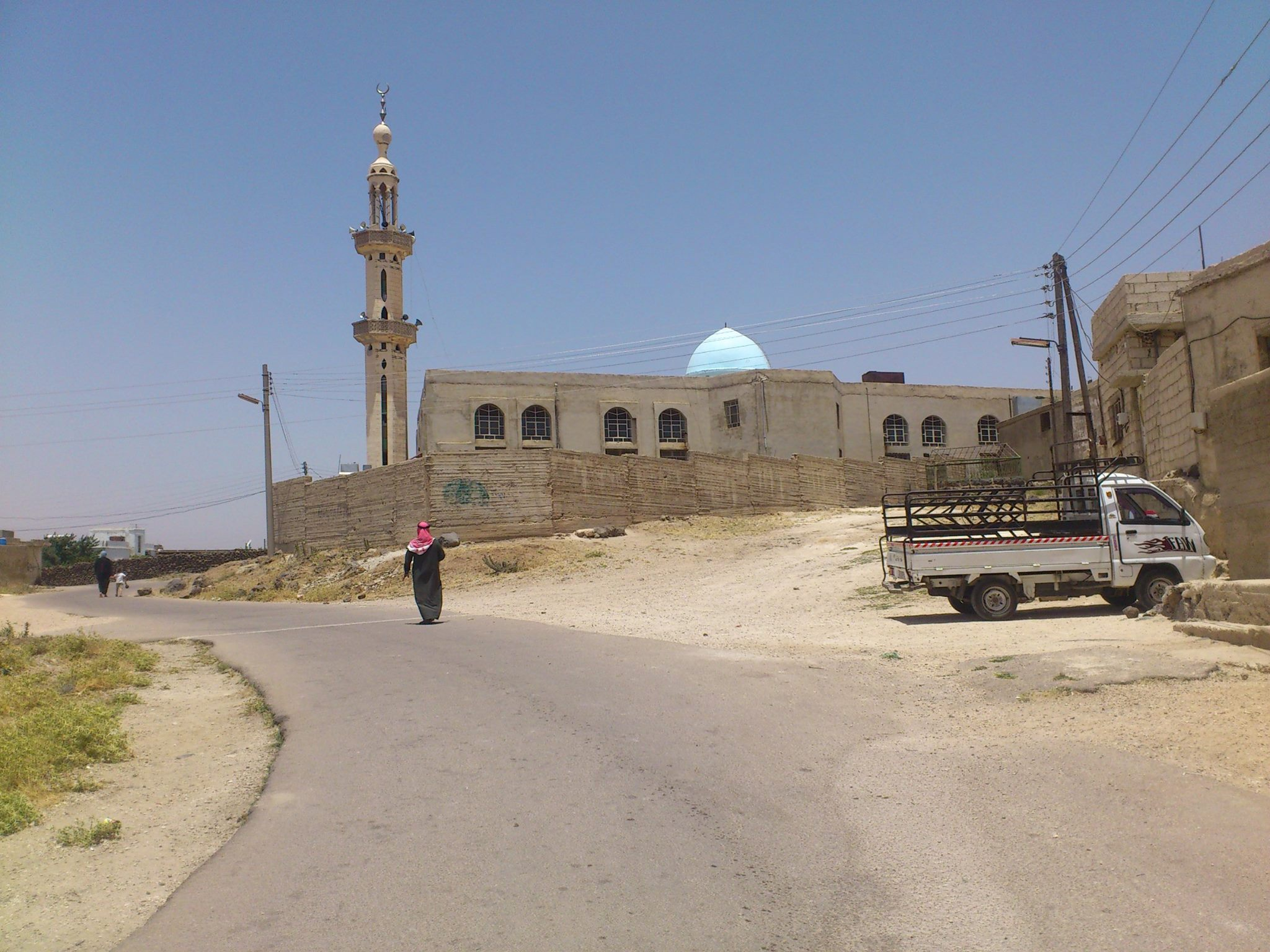
مسجد سعد الدين الجباوي مع التوسعة

في الجهة الشرقية الشمالية لمحافظة «القنيطرة» وعلى بعد /10/ كم من مدينة «القنيطرة» المحررة، وعلى /3/ كم جنوب بلدة «خان أرنبة»، تقع قرية «جبا» التي تعد من أقدم قرى محافظة «القنيطرة».
سميت بهذا الاسم لكونها تقع في مكان مرتفع وعال جداً والبعض يقول إنها كانت مكاناً للجباية على أيام العثمانيين، بالإضافة إلى وجود مقام الشيخ «سعد الدين الجباوي»، حيث سكنت لأول مرة ما قبل العهد الروماني وكانت بيوتها من الطين والحجارة البازلتية السوداء والسقف من الخشب ومن ثم تطورت لتصبح من البيتون المسلح الحديث ولا يزال بعضها من الطين والحجارة البازلتية حتى الآن.
يحدها من الشمال قرية «الكوم» وقسم من بلدة «خان أرنبة» ومن الغرب بلدة «خان أرنبة» وقرية «الصمدانية الشرقية» ومن الجنوب قرية «أم باطنة» و«ممتنة» ومن الشرق قرية «مسحرة» وقرية «أيوبا»، حيث ترتفع عن سطح البحر /900/ م وأعلى نقطة فيها «تل الشعار»، مناخها معتدل صيفاً وبارد جداً في الشتاء وتتساقط الثلوج فيها حيث يبلغ متوسط هطول الأمطار /700/ مم، أما عن الزراعات في القرية فهناك زراعات صيفية مثل الخضراوات (خيار– بندورة– باذنجان..) وزراعات شتوية مثل الحبوب (القمح– الشعير..)، والأشجار المثمرة بشكل أساسي الزيتون والكرمة والتين والتفاح إضافة إلى تربية الحيوانات الأبقار والأغنام.
  بلغ عدد سكان قرية «جبا» حتى 31 كانون الأول 2009  نحو /9399/ نسمة، أشهر عائلات القرية: النادر، الفارس، العُر، الدعاس، الصوال، الذبيان، الصالح، عبد الرحمن، الشعابنة. وتبلغ مساحة المخطط التنظيمي /250/ هكتارا بالإضافة إلى /110/ هكتارات تم إدخالها بالمخطط التنظيمي بموجب قرار المكتب التنفيذي في محافظة «القنيطرة» رقم /43/ م.ت تاريخ 24 كانون الثاني 2010.   
أما مساحة المخطط الإداري للقرية فيبلغ /540/ هكتارا، تقسم أرضها إلى قسمين قسم للزراعة والقسم الآخر للمراعي.
يوجد في القرية وحدة مياه، مستوصف صحي، وحدة إرشادية زراعية، جمعية خيرية، وحدة إرشادية لصناعة السجاد، مركز ثقافي، مركز بريد، مركز هاتف الكتروني، أما واقع التعليم في القرية فهو جيد ونسبة النجاح جيدة حيث يوجد /4/ مدارس حلقة أولى، و/2/ حلقة ثانية، وثانوية عامة، وروضة للأطفال تابعة للاتحاد النسائي «بالقنيطرة»، وحالياً بناء مدرسة حلقة أولى في حارة الرصيف قيد الإنجاز.
الأحياء في القرية تشمل حارة «الجامع» نسبة لوجود جامع الشيخ «سعد الدين الجباوي»، حارة «المعكر» نسبة لوجود بركة مياه اسمها بركة «المعكر»، حارة «الرصيف» نسبة لوجود بركة اسمها بركة «الرصيف»، حارة «السوق» نسبة لوجود سوق شعبي كل يوم أحد.
آثار
تشير الدلائل الأثرية المتواجدة في قرية «جبا» إلى أنها كانت عامرة إبان العصر الروماني حيث يوجد العديد من البرك الرومانية وأهمها بركة «الرصيف» وبركة «المعكر» وبركة «براق»، كما يمر الرصيف الروماني «الطريق الروماني» المتجه إلى «القنيطرة» و«فلسطين» بالقرب منها، إضافة لتل كروم «جبا» والذي تحتوي سفوحه الشمالية والشرقية على قبور أثرية قديمة، كما تنتشر الخرب الأثرية التي تعود للعصر الروماني والبيزنطي ومن أهمها خربة «كرامة» وخربة «المراح»، وتؤكد الدلائل الأثرية أن قرية «جبا» كبقية قرى «الجولان» قد أقيمت فوق بلدة أثرية أقدم منها وذلك من خلال ما كشف خلال تنفيذ عمليات الصرف الصحي ضمن القرية في عام 1999 حيث تم الكشف على عدد من القبور الأثرية المتوضعة باتجاه واحد من غرب إلى شرق ومن خلال الكسر الفخارية والحلقات الحديدية التي كانت مستعملة للتوابيت الخشبية تبين أنها تعود للعصر الروماني.
وفي الأعوام 1994- 1995- 1996  أجرت دائرة الآثار «بالقنيطرة» تنقيبات طارئة في سفوح تل كروم جبا الشرقية حيث تم الكشف على الكثير من القبور الأثرية العائدة للعصرين الروماني والبيزنطي ما يدل على أن هناك استخداماً للسكن في العصر الروماني والبيزنطي، ومن أهم المباني الأثرية الإسلامية والمؤرخة للعصر العثماني والموجودة في قرية  «جبا» مقام ومسجد الشيخ «سعد الدين الجباوي» الذي بني على الطراز العثماني من خلال القباب والأقواس وقد استعمل في بنائه العديد من الحجارة الأثرية المنقوشة العائدة للعصر الروماني والتي توضعت في مداميك البناء.